# Malkerns
Malkerns là một thị trấn ở Eswatini, nằm ở vùng Manzini. Vào năm 2019, dân số của thị trấn là 8.074 người.
Mía và dứa chủ yếu được trồng tại thung lũng Malkerns. Năm 2008, Liên minh châu Âu đã hỗ trợ tái thiết nguồn cung cấp nước uống của Malkern với 5 triệu euro.